# Livros Cotovia
A Cotovia é uma editora portuguesa, com sede em Lisboa. Foi fundada em 1988 por André Fernandes Jorge e pelo seu irmão, o poeta João Miguel Fernandes Jorge, que pouco tempo depois deixou a editora. André Fernandes Jorge foi a alma e a cabeça da editora. Morreu em 2016, vítima de cancro, tendo deixado a Cotovia à sua segunda mulher, Fernanda Mira Barros, que com ele trabalhou na editora desde 1991.
O seu site, com livraria online, está em: www.livroscotovia.pt.
No dia 31 de agosto de 2020 anunciou o seu encerramento no final do ano, após mais de 30 anos de atividade.

## Autores publicados
- Agostinho da Silva[3]
- Manuel Resende[3]
- Marcelo Mirisola
- José Maria Vieira Mendes
- Pedro Paixão
- A.M. Pires Cabral
- Frederico Lourenço
- Teresa Veiga
- Daniel Jonas
- Luísa Costa Gomes
- Paulo José Miranda
- Jacinto Lucas Pires
- António Pinto Ribeiro
- Ruy Duarte de Carvalho
- André Sant'Anna
- Bernardo Carvalho
- Carlito Azevedo
- Raduan Nassar